# Civitella Alfedena
Civitella Alfedena (La Ciuvëtélla IPA: [la tʃʉvəˈtella] in dialetto civitellese) è un comune italiano di 291 abitanti della provincia dell'Aquila in Abruzzo.

## Geografia fisica

### Territorio
Il comune sorge nel bacino dell'Alto Sangro, in mezzo al gruppo montuoso dei Monti Marsicani, ai piedi di Monte Sterpi d'Alto (1966 m), prospiciente al lago di Barrea, nel parco nazionale d'Abruzzo, Lazio e Molise e comprendente la riserva naturale integrale della Camosciara. Il principale corso d'acqua della zona è costituito dal fiume Sangro, che nel territorio comunale di Civitella Alfedena riceve uno dei suoi primi affluenti, lo Scerto.

## Storia

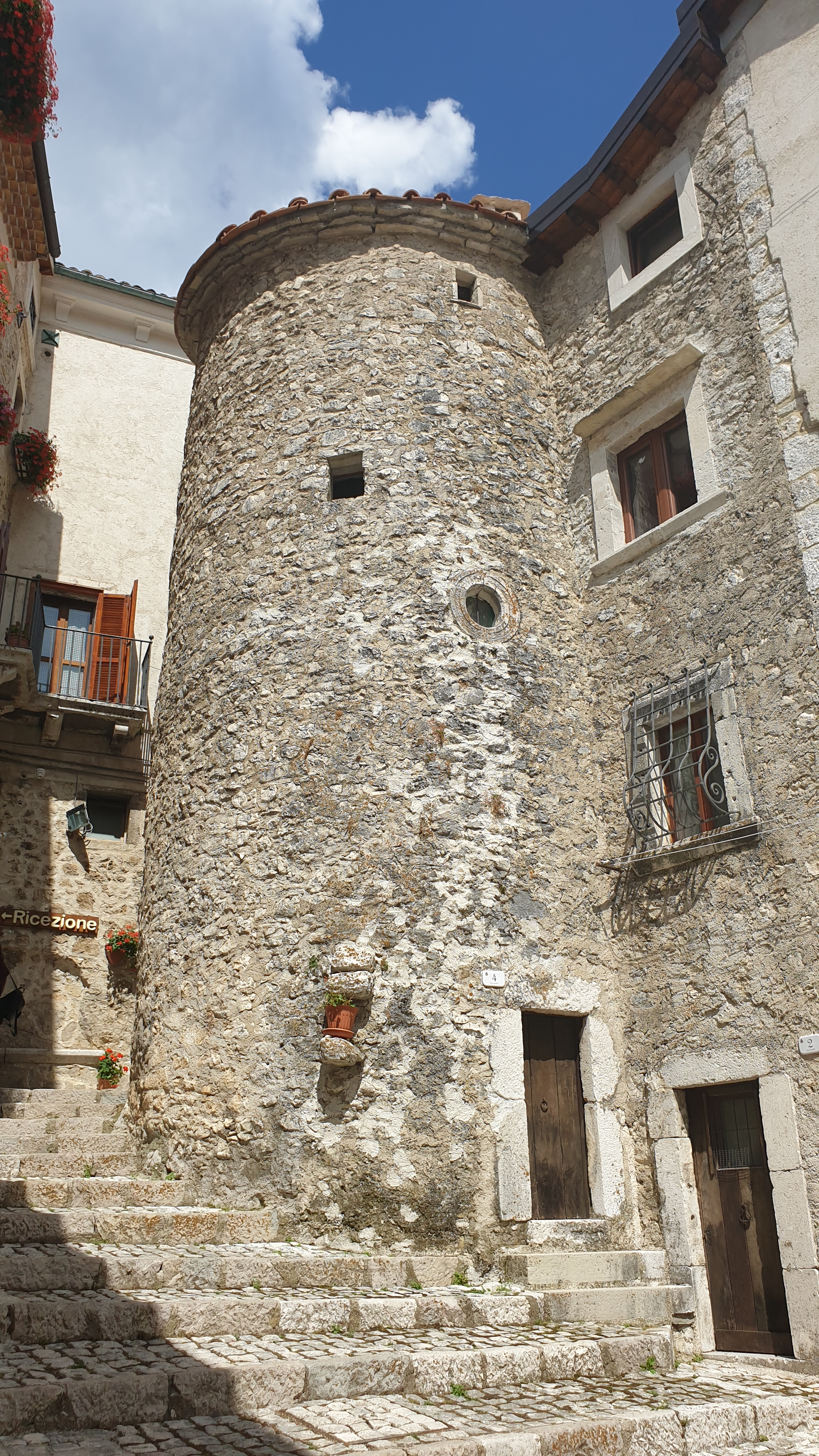
Torre cilindrica

### Età antica
Il territorio dell'Alto Sangro fu abitato sin dal Paleolitico superiore, come attestato dai ritrovamenti archeologici effettuati nella grotta Achille Graziani. È probabile che i primi abitanti del territorio fossero gruppi di cacciatori provenienti da quote più basse, i quali raggiungevano periodicamente queste montagne alla ricerca di selce e di grosse prede. Inoltre, alcune antiche necropoli testimoniano la presenza, almeno dal primo millennio a.C., di popolazioni stanziali che praticavano sia l'agricoltura che l'allevamento.
Infatti, sono numerosi i luoghi di sepoltura rinvenuti nelle vicine località di Val Fondillo e di Colle Ciglio, tutti riconducibili ad un periodo compreso tra il VI secolo a.C. e il V secolo a.C.. Con il processo di romanizzazione che seguì le guerre sannitiche, nell'Alto Sangro si affermò la pastorizia transumante verso l'odierna Puglia settentrionale.

### Età medievale
L'origine dell'abitato di Civitella Alfedena fu coeva allo spopolamento di Rocca Intramonti, antico centro abitato sorto ai piedi della Camosciara, abbandonato dai suoi abitanti tra la fine del XIV secolo e l'inizio del XV secolo.
A trainare l'economia della zona in questa fase storica fu la ripresa dell'industria armentizia promossa da Alfonso I di Napoli, il quale, istituendo nel 1447 la Regia dogana della mena delle pecore di Puglia, riaprì i tratturi.

### Età contemporanea
Civitella Alfedena, avendo una popolazione inferiore ai 1 000 abitanti, fu accorpata al comune di Villetta Barrea fino al 1853. Inoltre, la crisi della pastorizia transumante, insieme all'incremento demografico, contribuì ad accrescere il fenomeno dell'emigrazione oltreoceano, che ebbe il suo apice tra gli ultimi anni del XIX secolo e i primi anni del XX secolo.
Nel 1922 in forma provvisoria e nel 1923 in via definitiva, fu istituto il Parco Nazionale d'Abruzzo (oggi Parco Nazionale d'Abruzzo, Lazio e Molise, PNALM) di cui Civitella Alfedena fece parte sin dalle origini.
Durante la seconda guerra mondiale, a soli 9 km da Civitella Alfedena, si assestò il fronte della linea Gustav.
Alla fine della guerra, i civitellesi si ritrovarono in una condizione di miseria assoluta e, con il declino dell'economia tradizionale, l'emigrazione riprese.
Nel 1951 fu completata la diga situata nel confinante comune di Barrea ed il relativo bacino fu inondato.  Il paesaggio del luogo fu pertanto modificato trasformando parte del corso del fiume Sangro nell'attuale Lago di Barrea, che coprì anche parte del territorio di Civitella Alfedena. Oggi il lago, oltre che per la produzione di energia idroelettrica, è utilizzato anche per fini turistico-balneari nonché come riserva idrica per i velivoli antincendio. Il vecchio ponte sul Sangro che collegava il paese con la via Marsicana resta ora semisommerso, sostituito dal  nuovo ponte sul lago.
Oggi Civitella Alfedena è una rinomata meta turistica tra i tipici borghi abruzzesi del Parco Nazionale d'Abruzzo Lazio e Molise ed è conosciuta anche per la sua area faunistica del lupo e per il Museo del Lupo Appenninico.

### Simboli
(D.P.R. del 25 marzo 1988)
Il gonfalone è un drappo di rosso.

## Monumenti e luoghi d'interesse

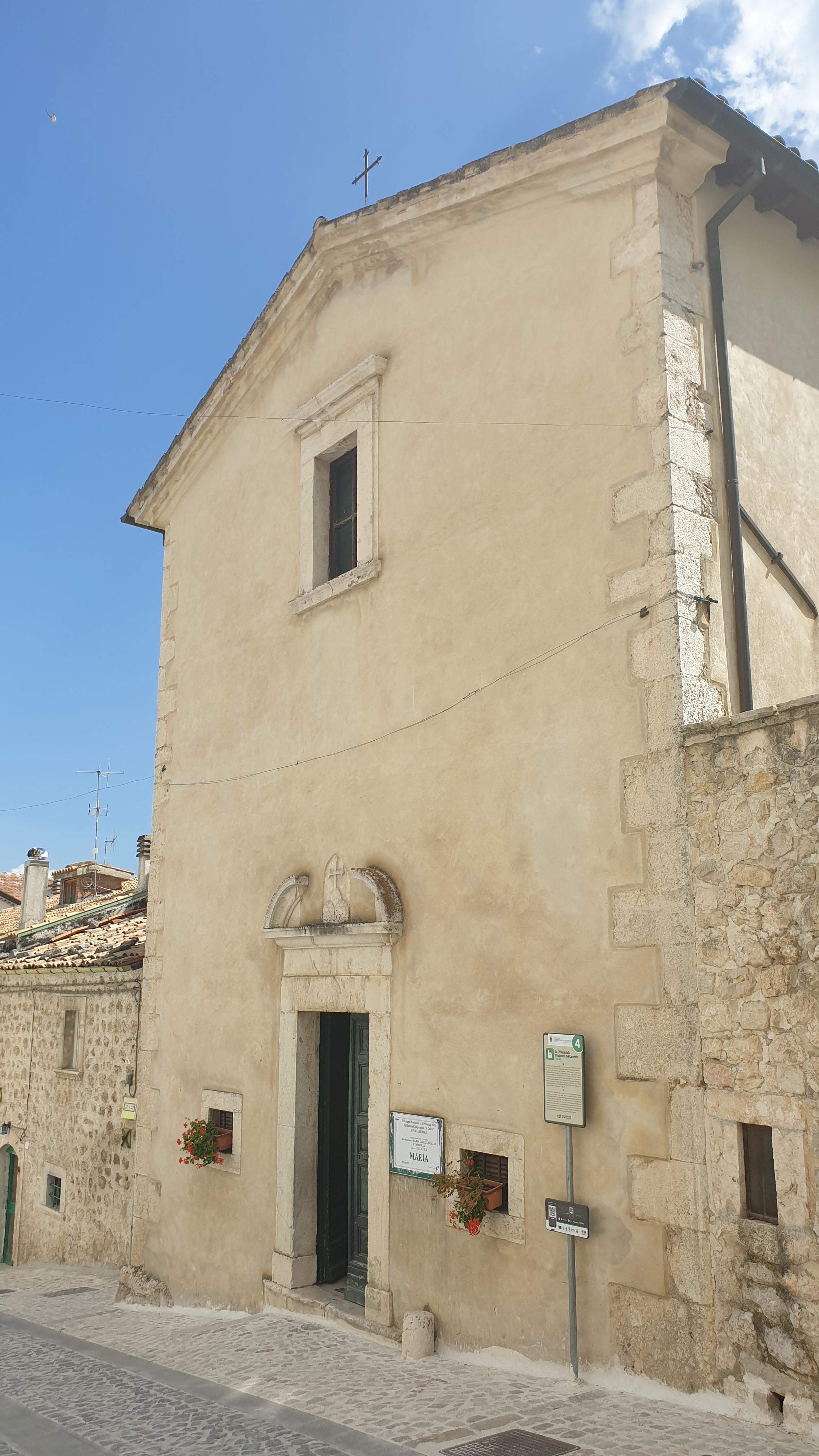
Chiesa della Madonna del Carmelo.

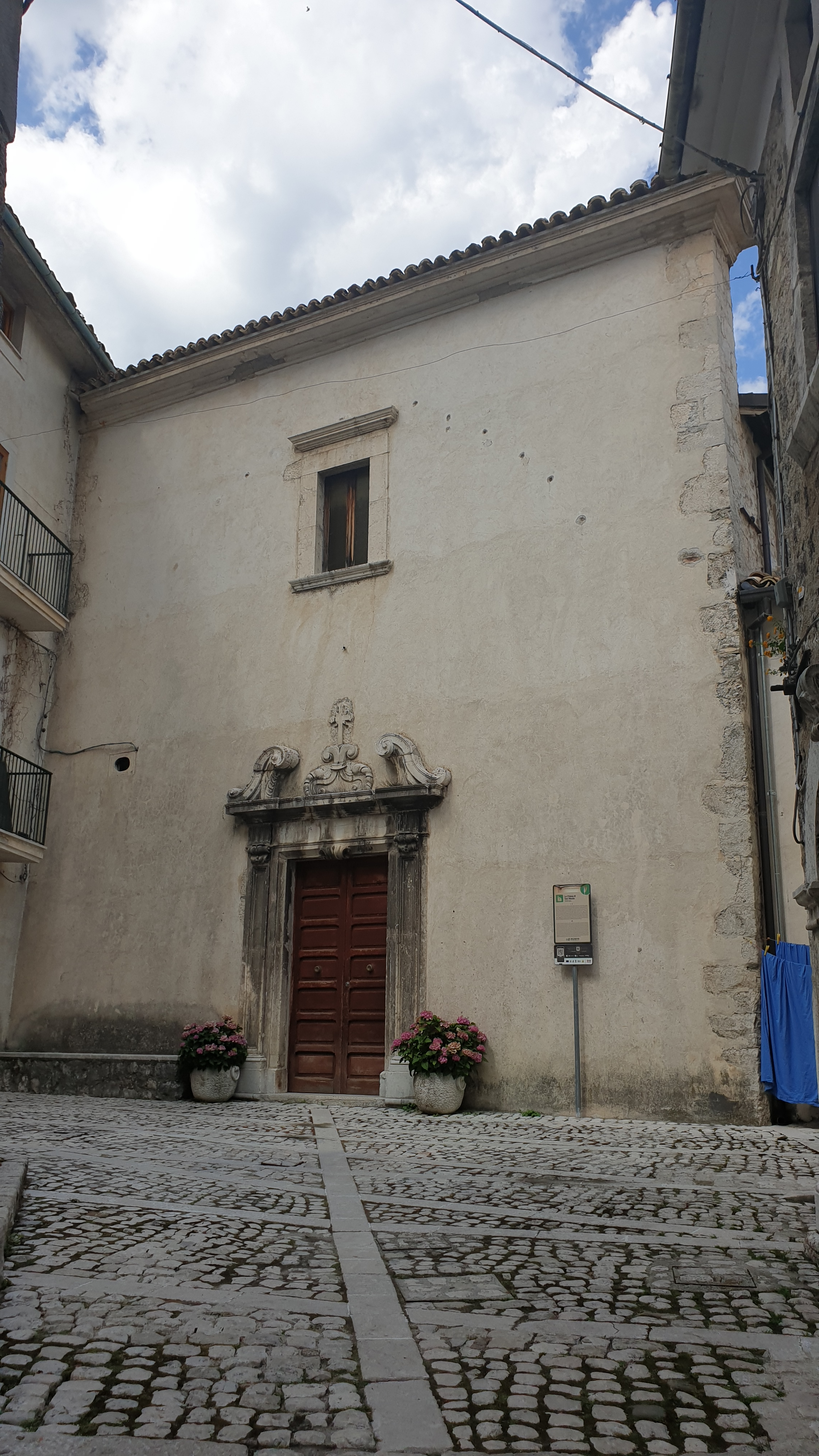
Chiesa di San Nicola.

### Architetture religiose
- Chiesa di San Nicola di Bari: si tratta dell'ampliamento di una cappella gentilizia preesistente. La chiesa risale al XVII secolo ed è costituita da tre navate. Al suo interno, dietro all'altare centrale in marmo, si trova un coro ligneo.
- Chiesa di Santa Lucia: in seguito ai danni subiti a causa del terremoto della Marsica del 1915, è stata completamente ricostruita. Si trova poco distante dal centro storico.
- Chiesa Madonna del Carmine o della congrega. Sul campanile è apposto il quadrante di un orologio a sei ore, secondo l'uso prenapoleonico.

### Architetture civili
- Torre cilindrica, risalente al XV secolo.
- Torretta della Saettèra: costruita nel XVI secolo per scopi difensivi, si trova nella parte più alta e antica del paese.

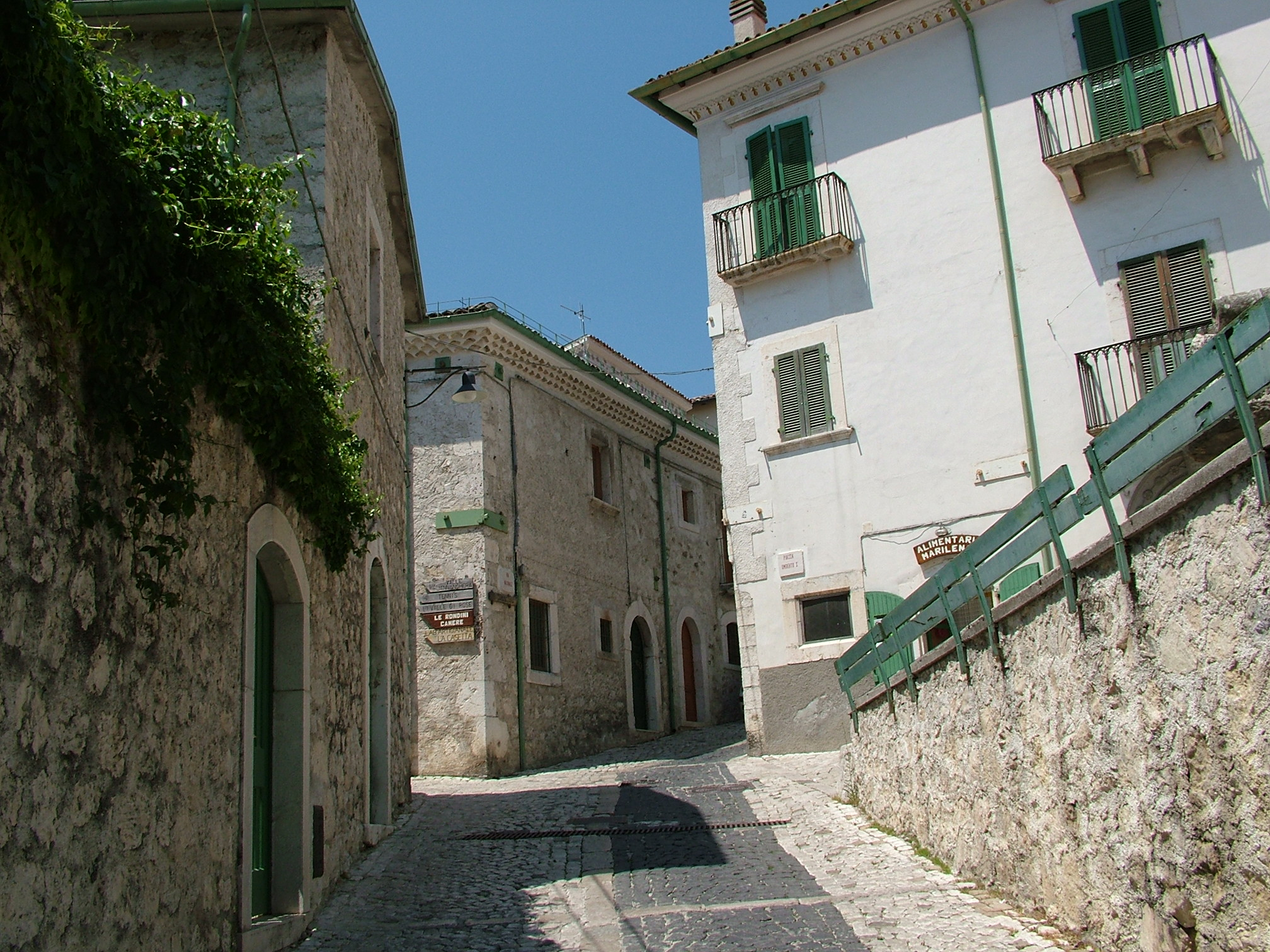
Scorcio della via principale di Civitella Alfedena.

### Siti archeologici
- Grotta Achille Graziani.
- Resti dell'antica Rocca Intramonti nei pressi della Riserva naturale integrale della Camosciara.

### Aree naturali
- Area faunistica e museo del lupo appenninico[13].
- Riserva naturale integrale della Camosciara.
- Val di Rose.

## Economia

### Turismo
Nel 2024 Civitella Alfedena ha ricevuto la Bandiera Arancione, il certificato di qualità turistica e ambientale del Touring Club Italiano.

## Società

### Evoluzione demografica
Abitanti censiti

## Cultura

### Musei
- Mostra sulla Transumanza.
- Museo del lupo appenninico

### Musica
- Il Civitella Alfedena Folk Festival[17] è un festival musicale che si svolge solitamente nella seconda metà di agosto.

## Infrastrutture e trasporti

### Strade
Civitella Alfedena è raggiungibile tramite la strada statale 83 Marsicana che attraversa il parco nazionale d'Abruzzo da nord a sud-est.

## Amministrazione
| Periodo        | Periodo        | Primo cittadino   | Partito                             | Carica  | Note                 |
| -------------- | -------------- | ----------------- | ----------------------------------- | ------- | -------------------- |
| 23 aprile 1995 | 23 maggio 1998 | Antonio Ricci     | Lista civica di Centro-sinistra     | Sindaco | [ 18 ]               |
| 24 maggio 1998 | 27 maggio 2007 | Giancarlo Massimi | Lista civica di Centro-sinistra     | Sindaco | [ 19 ] [ 20 ]        |
| 28 maggio 2007 | 10 giugno 2017 | Flora Viola       | Lista civica Insieme per Civitella  | Sindaco | [ 21 ] [ 22 ] [ 23 ] |
| 11 giugno 2017 | 11 giugno 2022 | Giancarlo Massimi | Lista civica Civitella 3.0          | Sindaco | [ 24 ]               |
| 12 giugno 2022 | in carica      | Giuseppe Rossi    | Lista civica Civitella agire comune | Sindaco | [ 25 ]               |

### Gemellaggi
- Canal San Bovo